# Internationale Arbeitsorganisation

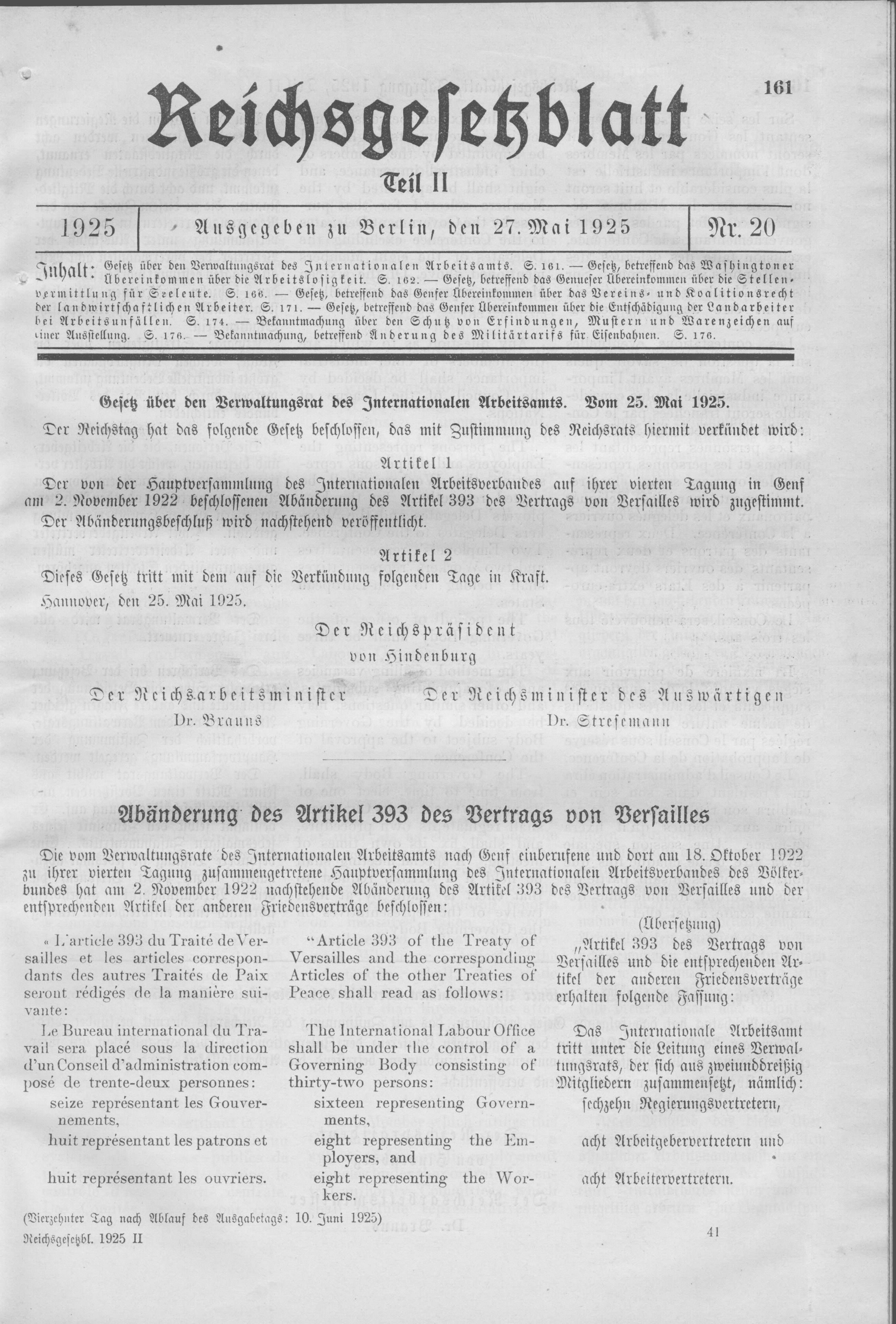
Gesetz über den Verwaltungsrat des Internationalen Arbeitsamts (Deutsches Reich, 1925)

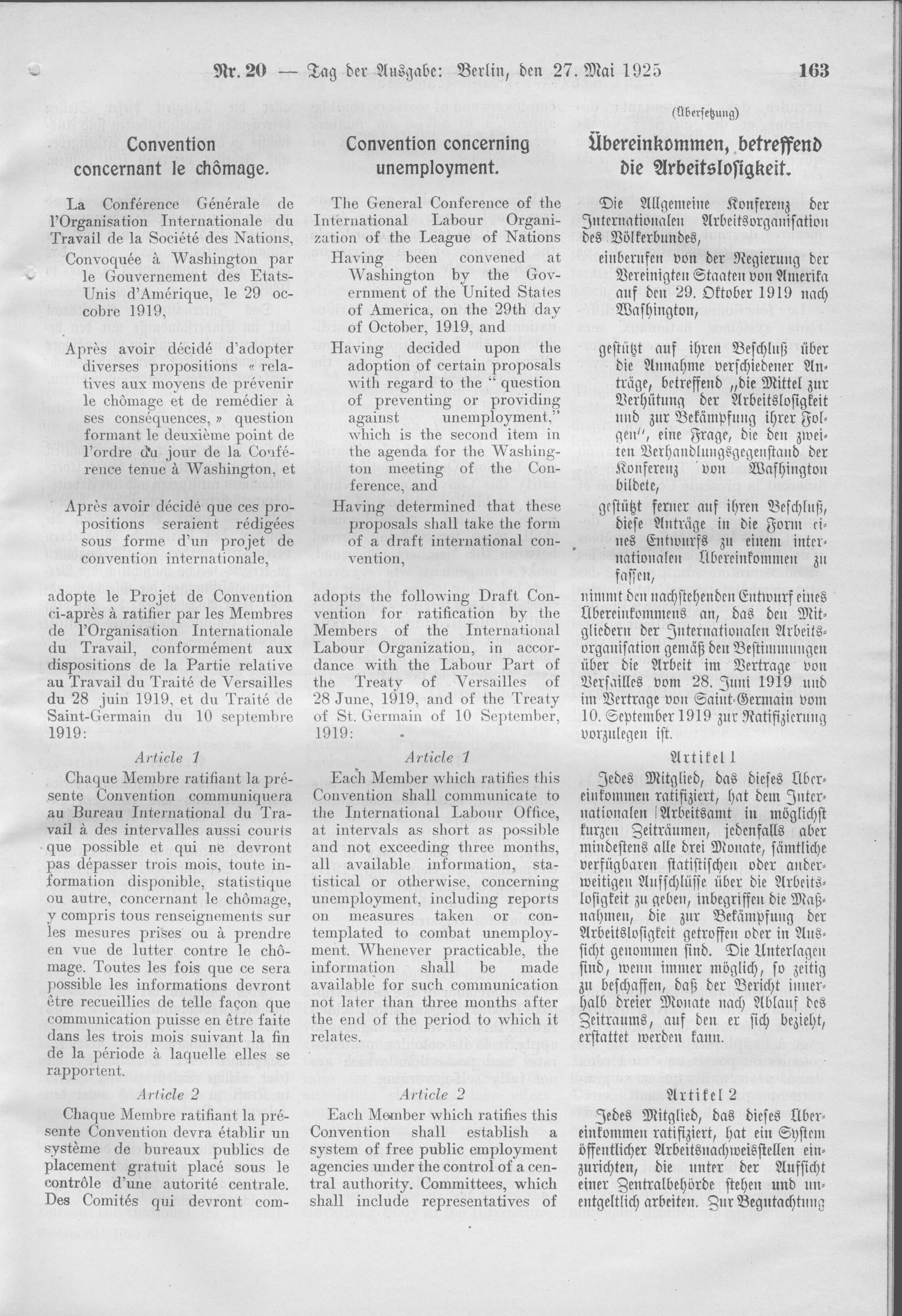
Washingtoner Übereinkommen über die Arbeitslosigkeit (1919)

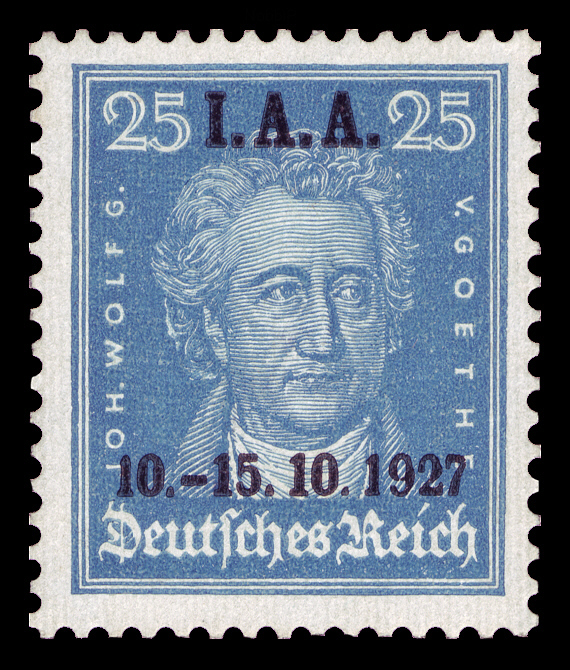
IAA-Tagung 1927 in Berlin

Die Internationale Arbeitsorganisation (IAO, auch ILO; englisch: International Labour Organization, ILO; französisch: Organisation internationale du travail, OIT; spanisch: Organización Internacional del Trabajo, OIT) ist eine Sonderorganisation der Vereinten Nationen und damit beauftragt, soziale Gerechtigkeit sowie Menschen- und Arbeitsrechte zu fördern. Dies schließt die Bekämpfung des Menschenhandels mit ein.

## Geschichte
Die ILO begann ihre Tätigkeit am 11. April 1919 auf der Friedenskonferenz in Versailles. Sie war ursprünglich eine ständige Einrichtung des Völkerbundes mit dem Ziel der Sicherung des Weltfriedens auf der Grundlage sozialer Gerechtigkeit. Entstanden war sie aus einer Forderung der sozialdemokratischen Amsterdamer Gewerkschaftsinternationale. Die Verfassung der ILO ist dem Versailler Vertrag als Kapitel 13 beigefügt. Sie beginnt mit den Worten: „Der Weltfriede kann auf Dauer nur auf sozialer Gerechtigkeit aufgebaut werden.“
1944 wurde die Verfassung um die Erklärung von Philadelphia zu den Zielen und Zwecken der Organisation ergänzt, in der unter anderem festgehalten wird, dass Arbeit keine Ware ist. Seit dem 14. Dezember 1946, als sie ihren Sitz in Genf einnahm, ist die ILO eine UN-Sonderorganisation und damit die erste Einrichtung dieser Art.
Bis 1975 war der Sitz das Centre William Rappard.
1969 wurde der Organisation der Friedensnobelpreis und 1994 der Hans-Böckler-Preis zuerkannt. Die ILO hat 187 Mitgliedstaaten.

## Organe
- Internationale Arbeitskonferenz (International Labour Conference): Tritt einmal jährlich in Genf zusammen, beschließt Rechtsakte und das Budget der Organisation. Im höchsten Organ der ILO hat jeder Mitgliedstaat vier Delegierte, davon zwei Vertreter der Regierung und je einen Vertreter der Arbeitnehmer- und Arbeitgeberorganisationen.
- Verwaltungsrat (Governing Body): Die Exekutive besteht aus 56 Vertretern (und ebenso vielen Stellvertretern) und trifft sich dreimal jährlich. Auch hier ist das Verhältnis der Vertreter 2:1:1. Zehn der 28 Regierungssitze werden permanent durch zehn Staaten „großer industrieller Bedeutung“ gehalten (Brasilien, Volksrepublik China, Frankreich, Deutschland, Indien, Italien, Japan, Russische Föderation, Vereinigtes Königreich und Vereinigte Staaten), die restlichen 18 werden alle drei Jahre gewählt. Die Vertreter aus Arbeitnehmer- und Arbeitgeberorganisationen werden persönlich gewählt.
- Internationales Arbeitsamt (International Labour Office): Übernimmt die Funktion eines Sekretariates der Internationalen Arbeitsorganisation und führt unter anderem regelmäßige Statistiken über die arbeitsmarkt- und arbeitsrechtliche Situation in den Mitgliedsländern.

## Generaldirektoren
Generaldirektoren der ILO waren seit 1919:
| Foto                | Name                    | Staat                  | Amtszeit  |
| ------------------- | ----------------------- | ---------------------- | --------- |
| Albert Thomas       | Albert Thomas           | Frankreich             | 1919–1932 |
|                     | Harold Beresford Butler | Vereinigtes Königreich | 1932–1939 |
| John Gilbert Winant | John Gilbert Winant     | Vereinigte Staaten     | 1939–1941 |
|                     | Edward Phelan           | Irland                 | 1941–1948 |
| David A. Morse      | David A. Morse          | Vereinigte Staaten     | 1948–1970 |
|                     | C. Wilfred Jenks        | Vereinigtes Königreich | 1970–1973 |
|                     | Francis Blanchard       | Frankreich             | 1974–1989 |
|                     | Michel Hansenne         | Belgien                | 1989–1999 |
| Juan Somavía        | Juan Somavía            | Chile                  | 1999–2012 |
| Guy Ryder           | Guy Ryder               | Vereinigtes Königreich | 2012–2022 |
| Gilbert Houngbo     | Gilbert Houngbo         | Togo                   | seit 2022 |

## Arbeitsweise
Die ILO ist damit beauftragt, internationale Arbeitsstandards weiterzuentwickeln. In ihr arbeiten Regierungen, Gewerkschaften und Arbeitgeber zusammen (Drei-Schlüssel-Prinzip). Dazu arbeitet sie rechtsverbindliche Übereinkommen (Konventionen) und ergänzende Protokolle sowie nicht verbindliche Empfehlungen an die Mitgliedstaaten aus. Davon werden verschiedene Gebiete des Arbeitsrechtes betroffen: Standards für den Mutterschutz, Schutz von temporären Angestellten, Altersgrenzen für bestimmte Arbeiten etc. Insgesamt existieren bis heute 188 Übereinkommen und 198 Empfehlungen, die auch als „Internationales Arbeitsgesetzbuch“ bezeichnet werden.
Übereinkommen begründen nach Ratifizierung durch die hierfür zuständigen Stellen eines Mitgliedstaates rechtliche Verpflichtungen, wohingegen Empfehlungen lediglich Orientierungshilfen für die Politik geben sollen. Mitglieder müssen der ILO über die Umsetzung der von ihnen ratifizierten Übereinkommen sowie über den Stand ihrer nationalen Gesetzgebung in Bezug auf das Arbeitsrecht und den Arbeitsschutz regelmäßig Bericht erstatten.
Zehn Übereinkommen und ein Protokoll bilden die Kernarbeitsnormen, in denen die Grundprinzipien der ILO ausgestaltet werden.
Das Seearbeitsübereinkommen „MLC 2006“ für die multinationale Berufsgruppe der Seeleute fasst mehr als 60 seit 1920 verabschiedete Rechtsinstrumente zusammen und gilt als erster Völkerrechtlicher Vertrag, der weltweit Arbeitsstandards definiert.

## Die ILO und die internationale Gewerkschaftsbewegung
Der Internationale Gewerkschaftsbund (IGB) bezeichnet die ILO in seinem Programm (2006) als „globalen Bezugspunkt“. Der 2. Weltkongress des IGB (2010) verabschiedete eine Entschließung „Die Internationale Arbeitsorganisation“, in der diese Bedeutung noch einmal unterstrichen und weiter ausgeführt wird.

## Finanzen
Für 2018 lagen die Einnahmen bei 692 Millionen US-Dollar (2017: 683 Mio., 2016: 670 Mio.) und die Ausgaben bei 625 Millionen US-Dollar (2017: 640 Mio., 2016: 675 Mio.). Von allen Sonderorganisationen der UN hatte die ILO damit eines der größten Budgets.

### Katar
Die Finanzierung der ILO in Höhe von knapp 25 Millionen Euro durch den Ölstaat Katar wird mit betrügerisch ausstehenden Löhnen für nepalesische Gastarbeiter auf katarischen Baustellen in Verbindung gebracht. Gastarbeiter aus Nepal, Indien und Bangladesch, die für Arbeit auf Baustellen für Weltsportereignisse wie die Fußball-WM 2022 und die Olympischen Spiele viele Monate keinen Lohn erhalten hatten und in ihre Heimatländer zurückgekehrt waren, werfen der ILO Untätigkeit vor. Ehemalige Mitarbeiter werfen der ILO auch die Einstellung des ILO-Verfahrens gegen Katar und die willfährige Besetzung des ILO-Verbindungsbüros in Doha nach der 25 Millionen-Zahlung vor. Der Mindestlohn in Katar beträgt weniger als 300 Euro bei einem Durchschnitts-Einkommen von über 9000 Euro im Monat. Mehr als 1500 Gastarbeiter kehrten aus Katar in den Jahren 2009 bis 2020 tot nach Nepal zurück.

## Sonstiges
2002 wurde der weltweite Tag gegen Kinderarbeit (World Day Against Child Labour) von der Organisation ins Leben gerufen.

## Radiofeature
- Caspar Dohmen: Der Dinosaurier. Die Internationale Arbeitsorganisation. SWR2. 9. Januar 2019. (swr.de, Manuskript)